# Apatemyia bicolor
Apatemyia bicolor är en tvåvingeart som först beskrevs av Jacques-Marie-Frangile Bigot 1885.  Apatemyia bicolor ingår i släktet Apatemyia och familjen parasitflugor. Inga underarter finns listade i Catalogue of Life.